# Avenida do Cursino
A Avenida do Cursino é uma avenida que corta o distrito do Cursino, além de marcar um dos limites do distrito do Sacomã, na Zona Sudeste da cidade de São Paulo. Ela interliga a região do Ipiranga até o Parque Fontes do Ipiranga, mais conhecido como Parque do Estado, onde se localizam o Jardim Botânico e o Zoológico de São Paulo, além de dar acesso ao município de Diadema.
A avenida, assim como o distrito em que se localiza, possui esse nome em homenagem a André Cursino, um fazendeiro que possuía uma grande propriedade na região, construída entre o final do século XIX e o começo do século XX. Até os anos 1940, a via era chamada de Rua Diogo Welshe, e era essencialmente constituída de terra batida, recebendo tráfego de diversos tipos de animais. Foi, posteriormente, renomeada como Estrada do Cursino, até, por fim, receber a nomenclatura atual.
É uma avenida essencialmente comercial, que abriga os mais diversos tipos de serviços e estabelecimentos, embora tenha adquirido características mais residenciais em alguns trechos nos últimos anos. Ela abriga, também, o Zoo Safári, localizado dentro do Parque Zoológico de São Paulo.